# Дискография Serebro
Дискография российской поп-группы Serebro насчитывает 4 студийных альбома, 6 мини-альбомов
, 33 сингла и 28 видеоклипов.
Дебютный сингл группы «Song #1» был представлен публике в 2007 году и был официально выпущен 12 мая, в день финала конкурса «Евровидение-2007», на котором коллектив занял третье место, дав начало своей музыкальной карьере. Сингл возглавил российский радиочарт и вошёл в официальные чарты Украины, Швеции, Швейцарии, Великобритании и Дании. В 2007 году был выпущен мини-альбом с ремиксами на песню. В 2009 году вышел дебютный альбом группы ОпиумRoz, сингл «Дыши» занял второе место в российском радиочарте, а синглы «Опиум» и «Скажи, не молчи» смогли его возглавить. Billboard назвал альбом самым ожидаемым релизом года, презентация пластинки на Поклонной горе собрала более 70 тысяч человек.
В 2011 году группа представила сингл «Mama Lover» с предстоящего одноимённого англоязычного альбома. Песня получила широкую известность в Европе, попав в национальные чарты России, Украины, Испании, Чехии, Бельгии, Италии, Латвии а также Мексики, Японии и в танцевальный чарт США. Второй сингл «Gun» также попал в чарты России, Украины, Испании и Италии. В альбом вошли англоязычные версии ранее выпущенных синглов группы, оригинальные версии попали в мини-альбом «Избранное» 2010 года. Релиз пластинки состоялся 19 июня 2012 года в Италии на лейбле Sony Music, мировая премьера состоялась через неделю, в России альбом вышел 11 октября. Японское издание получило название SEREBRATION!.
В 2013 году коллектив объявил о начале записи третьего студийного альбома, выпустив синглы «Sexy Ass», «Мало тебя», который попал в топ-10 российского чарта, и «Mi Mi Mi», попавший в чарты Бельгии, Италии и Мексики, также Serebro появились на сингле DJ M.E.G. «Угар», который впоследствии вошёл в альбом. В 2014 году группа выпустила сингл «Я тебя не отдам», возглавивший российский радиочарт, пятый № 1 для гёрлз-бэнда, и сингл «Не надо больнее». В 2015—2016 годах были выпущены синглы «Kiss», «Перепутала», «Отпусти меня» и «Chocolate», каждый из которых попал в российский и украинский чарты. 30 октября 2015 года на сольном концерте в Москве был представлен альбом 925, премьера которого назначалась на конец года, но из-за кражи была отложена на весну 2016. Третий и последний альбом, получивший название «Сила трёх», был выпущен 27 мая 2016 года, предзаказ в iTunes был доступен с 27 апреля. 19 декабря обновлённая версия трека «My Money» была выпущена в качестве последнего сингла с альбома.
С 2016 по 2019 год группа выпустила синглы «Сломана», «Пройдёт», «Между нами любовь», «Young Yummy Love», «В космосе», «Новый год», «111307», совместный с «Хлебом» «На лицо», «Пятница», а также совместно с Максимом Фадеевым кавер на песню Валерия Меладзе и группы «ВИА Гра» «Притяженья больше нет». В 2018 году группа выпустила одноимённый лид-сингл со своего последнего мини-альбома Chico Loco, релиз которого состоялся в 2019 году в Японии. В пластинку также вошли «Kiss», «My Money» и по две версии «Mi Mi Mi» и «Chocolate», которые ранее вошли в альбом «Сила трёх». Также в 2019 году состоялся выход ремикс-альбома "RMXS". 
В 2019 году новый состав группы выпустил первый и последний сингл под названием «О, мама».
19 июля 2024 года на площадки вышел альбом под названием «11». В состав альбома вошли все синглы, которые были выпущены вне альбомов, а также 4 бонусных трека, являющиеся демо-версиями. Максим Фадеев анонсировал этот альбом перед выпуском нового состава, который должен состояться в 2024 году. 29 ноября новый состав группы выпустил первый сингл под названием «Song #2».

## Студийные альбомы
| Год  | Альбом                                                                                        | Сертификации     |
| ---- | --------------------------------------------------------------------------------------------- | ---------------- |
| 2009 | ОпиумRoz - Релиз: 25 апреля - Лейбл: Монолит Рекордс - Формат: CD, цифровая дистрибуция       |                  |
| 2012 | Mama Lover - Релиз: 19 июня - Лейбл: Ego, Columbia Records - Формат: CD, цифровая дистрибуция | FIMI: платиновый |
| 2016 | Сила трёх - Релиз: 27 мая - Лейбл: Монолит Рекордс - Формат: цифровая дистрибуция             |                  |
| 2024 | 11 - Релиз: 19 июля - Лейбл: MALFA - Формат: цифровая дистрибуция                             |                  |

## Мини-альбомы
| Год  | Альбом | Сертификации |
| ---- | --- | ------------ |
| 2007 | Song #1 (Remixes) / Белый альбом - Релиз: 12 марта - Лейбл: MALFA - Формат: CD, цифровая дистрибуция                   |              |
| 2010 | Избранное - Релиз: 2 марта - Лейбл: Монолит Рекордс, Symbolic Records - Формат: цифровая дистрибуция                   |              |
| 2019 | RMXS Remix - Релиз: 1 января - Лейбл: Malfa - Формат: цифровая дистрибуция                                             |              |
| 2019 | Chico Loco - Релиз: 11 января - Лейбл: Ego, Монолит Рекордс - Формат: цифровая дистрибуция                             |              |
| 2024 | Сладко (альбом ремиксов из четырёх треков) - Релиз: 6 сентября - Лейбл: MALFA - Формат: цифровая дистрибуция, стриминг |              |
| 2024 | LUML - Релиз: 19 декабря - Лейбл: MALFA - Формат: цифровая дистрибуция, стриминг                                       |              |

## Синглы
| Год                                                                  | Название                                                    | Наивысшая позиция в чарте | Наивысшая позиция в чарте | Наивысшая позиция в чарте | Наивысшая позиция в чарте | Наивысшая позиция в чарте | Наивысшая позиция в чарте | Наивысшая позиция в чарте | Наивысшая позиция в чарте | Наивысшая позиция в чарте | Наивысшая позиция в чарте | Наивысшая позиция в чарте | Сертификации    | Альбом     |
| Год                                                                  | Название                                                    | RU                        | UK                        | CH                        | SE                        | ES                        | CZ                        | BE                        | IT                        | GB                        | DK                        | MX                        | Сертификации    | Альбом     |
| -------------------------------------------------------------------- | ----------------------------------------------------------- | ------------------------- | ------------------------- | ------------------------- | ------------------------- | ------------------------- | ------------------------- | ------------------------- | ------------------------- | ------------------------- | ------------------------- | ------------------------- | --------------- | ---------- |
| 2007                                                                 | «Song #1»                                                   | 1                         | 81                        | 68                        | 35                        | —                         | —                         | —                         | —                         | 97                        | 72                        | —                         |                 | ОпиумRoz   |
| 2007                                                                 | «Дыши»                                                      | 2                         | 106                       | —                         | —                         | —                         | —                         | —                         | —                         | —                         | —                         | —                         |                 | ОпиумRoz   |
| 2008                                                                 | «Опиум»                                                     | 1                         | 477                       | —                         | —                         | —                         | —                         | —                         | —                         | —                         | —                         | —                         |                 | ОпиумRoz   |
| 2008                                                                 | «Скажи, не молчи»                                           | 1                         | 62                        | —                         | —                         | —                         | —                         | —                         | —                         | —                         | —                         | —                         |                 | ОпиумRoz   |
| 2009                                                                 | «Сладко»                                                    | 1                         | 50                        | —                         | —                         | —                         | —                         | —                         | —                         | —                         | —                         | —                         |                 | 11         |
| 2010                                                                 | «Не время»                                                  | 6                         | 129                       | —                         | —                         | —                         | —                         | —                         | —                         | —                         | —                         | —                         |                 | 11         |
| 2011                                                                 | «Давай держаться за руки»                                   | 3                         | 7                         | —                         | —                         | —                         | —                         | —                         | —                         | —                         | —                         | —                         |                 | 11         |
| 2011                                                                 | «Mama Lover» / «Мама Люба»                                  | 8                         | 6                         | —                         | —                         | 8                         | 58                        | 6                         | 6                         | —                         | —                         | 19                        | FIMI:платиновый | Mama Lover |
| 2012                                                                 | «Gun» / «Мальчик»                                           | 124                       | 44                        | —                         | —                         | —                         | 67                        | —                         | 23                        | —                         | —                         | 47                        |                 | Mama Lover |
| 2013                                                                 | «Мало тебя»                                                 | 5                         | 2                         | —                         | —                         | —                         | —                         | —                         | —                         | —                         | —                         | —                         |                 | Сила трёх  |
| 2013                                                                 | «Mi Mi Mi»                                                  | —                         | —                         | —                         | —                         | —                         | —                         | 23                        | 11                        | —                         | —                         | 43                        | FIMI:платиновый | Сила трёх  |
| 2013                                                                 | «Угар» (DJ M.E.G. при участии Serebro)                      | 144                       | 75                        | —                         | —                         | —                         | —                         | —                         | —                         | —                         | —                         | —                         |                 | Сила трёх  |
| 2014                                                                 | «Я тебя не отдам»                                           | 1                         | 3                         | —                         | —                         | —                         | —                         | —                         | —                         | —                         | —                         | —                         |                 | Сила трёх  |
| 2014                                                                 | «Не надо больнее»                                           | 81                        | 77                        | —                         | —                         | —                         | —                         | —                         | —                         | —                         | —                         | —                         |                 | Сила трёх  |
| 2015                                                                 | «Kiss»                                                      | 13                        | 54                        | —                         | —                         | —                         | —                         | —                         | 14                        | —                         | —                         | —                         |                 | Сила трёх  |
| 2015                                                                 | «Перепутала»                                                | 18                        | 17                        | —                         | —                         | —                         | —                         | —                         | —                         | —                         | —                         | —                         |                 | Сила трёх  |
| 2015                                                                 | «Отпусти меня»                                              | 51                        | 45                        | —                         | —                         | —                         | —                         | —                         | —                         | —                         | —                         | —                         |                 | Сила трёх  |
| 2016                                                                 | «Chocolate»                                                 | 129                       | 140                       | —                         | —                         | —                         | —                         | —                         | —                         | —                         | —                         | —                         |                 | Сила трёх  |
| 2016                                                                 | «Сломана»                                                   | 15                        | 30                        | —                         | —                         | —                         | —                         | —                         | —                         | —                         | —                         | —                         |                 | 11         |
| 2016                                                                 | «My Money»                                                  | 179                       | 193                       | —                         | —                         | —                         | —                         | —                         | 33                        | —                         | —                         | —                         |                 | Сила трёх  |
| 2017                                                                 | «Пройдёт»                                                   | 55                        | 477                       | —                         | —                         | —                         | —                         | —                         | —                         | —                         | —                         | —                         |                 | 11         |
| 2017                                                                 | «Между нами любовь»                                         | 10                        | 30                        | —                         | —                         | —                         | —                         | —                         | —                         | —                         | —                         | —                         |                 | 11         |
| 2017                                                                 | «Young Yummy Love» (при участии DJ Feel)                    | 781                       | —                         | —                         | —                         | —                         | —                         | —                         | —                         | —                         | —                         | —                         |                 | 11         |
| 2017                                                                 | «В космосе»                                                 | 42                        | —                         | —                         | —                         | —                         | —                         | —                         | —                         | —                         | —                         | —                         |                 | 11         |
| 2018                                                                 | «Новый год»                                                 | —                         | —                         | —                         | —                         | —                         | —                         | —                         | —                         | —                         | —                         | —                         |                 | 11         |
| 2018                                                                 | «111307»                                                    | 103                       | —                         | —                         | —                         | —                         | —                         | —                         | —                         | —                         | —                         | —                         |                 | 11         |
| 2018                                                                 | «Chico Loco»                                                | 378                       | —                         | —                         | —                         | —                         | —                         | —                         | —                         | —                         | —                         | —                         |                 | 11         |
| 2018                                                                 | «На лицо» (совместно с Хлебом)                              | —                         | —                         | —                         | —                         | —                         | —                         | —                         | —                         | —                         | —                         | —                         |                 | 11         |
| 2018                                                                 | «Пятница»                                                   | 195                       | —                         | —                         | —                         | —                         | —                         | —                         | —                         | —                         | —                         | —                         |                 | 11         |
| 2018                                                                 | «Притяженья больше нет» (Максим Фадеев при участии Serebro) | 136                       | —                         | —                         | —                         | —                         | —                         | —                         | —                         | —                         | —                         | —                         |                 | 11         |
| 2019                                                                 | «О, мама»                                                   | 126                       | —                         | —                         | —                         | —                         | —                         | —                         | —                         | —                         | —                         | —                         |                 | 11         |
| 2024                                                                 | «Song #2»                                                   | —                         | —                         | —                         | —                         | —                         | —                         | —                         | —                         | —                         | —                         | —                         |                 | LUML       |
| 2025                                                                 | «Надоело»                                                   | —                         | —                         | —                         | —                         | —                         | —                         | —                         | —                         | —                         | —                         | —                         |                 | TBA        |
| 2025                                                                 | «Дай мне шанс»                                              | —                         | —                         | —                         | —                         | —                         | —                         | —                         | —                         | —                         | —                         | —                         |                 | TBA        |
| «—» означает, что сингл не попал в чарт или не был выпущен в стране. |                                                             |                           |                           |                           |                           |                           |                           |                           |                           |                           |                           |                           |                 |            |

## Видеоклипы
| Год  | Видео                    | Название                                                    | Режиссёр                      | Состав                                                                |
| ---- | ------------------------ | ----------------------------------------------------------- | ----------------------------- | --------------------------------------------------------------------- |
| 2007 |                          | «Song #1»/«Песня № 1»                                       | Максим Фадеев, Максим Рожков  | Елена Темникова, Ольга Серябкина, Марина Лизоркина                    |
| 2007 | «Дыши»                   |                                                             | Максим Фадеев, Максим Рожков  | Елена Темникова, Ольга Серябкина, Марина Лизоркина                    |
| 2008 |                          | «Опиум»                                                     | Максим Фадеев                 | Елена Темникова, Ольга Серябкина, Марина Лизоркина                    |
| 2008 | «Скажи, не молчи»        |                                                             | Максим Фадеев                 | Елена Темникова, Ольга Серябкина, Марина Лизоркина                    |
| 2009 |                          | «Сладко»                                                    | Максим Фадеев                 | Елена Темникова, Ольга Серябкина, Анастасия Карпова                   |
| 2010 |                          | «Не время»                                                  | Максим Фадеев                 | Елена Темникова, Ольга Серябкина, Анастасия Карпова                   |
| 2011 |                          | «Давай держаться за руки»                                   | Юрий Курохтин                 | Елена Темникова, Ольга Серябкина, Анастасия Карпова                   |
| 2011 |                          | «Mama Lover»/«Мама Люба»                                    | Максим Фадеев, Павел Колобаев | Елена Темникова, Ольга Серябкина, Анастасия Карпова                   |
| 2012 |                          | «Мальчик»                                                   | Максим Фадеев, Павел Колобаев | Елена Темникова, Ольга Серябкина, Анастасия Карпова                   |
| 2012 | «Gun»                    |                                                             | Максим Фадеев, Павел Колобаев | Елена Темникова, Ольга Серябкина, Анастасия Карпова                   |
| 2013 |                          | «Mi Mi Mi»                                                  | Максим Фадеев                 | Елена Темникова, Ольга Серябкина, Анастасия Карпова                   |
| 2013 |                          | «Мало тебя»                                                 | Игорь Шмелёв                  | Елена Темникова, Ольга Серябкина, Анастасия Карпова                   |
| 2013 |                          | «Угар» (DJ M.E.G при участии Serebro)                       | Руслан Пелых                  | Елена Темникова, Ольга Серябкина, Дарья Шашина                        |
| 2014 |                          | «Я тебя не отдам»                                           | Игорь Шмелёв                  | Елена Темникова, Ольга Серябкина, Дарья Шашина                        |
| 2015 |                          | «Kiss»                                                      | Станислав Морозов             | Ольга Серябкина, Дарья Шашина, Полина Фаворская                       |
| 2015 | «Перепутала»             |                                                             | Станислав Морозов             | Ольга Серябкина, Дарья Шашина, Полина Фаворская                       |
| 2016 |                          | «Отпусти меня»                                              | Ирма Польских                 | Ольга Серябкина, Дарья Шашина, Полина Фаворская                       |
| 2016 |                          | «Chocolate»                                                 | Ирма Польских                 | Ольга Серябкина, Полина Фаворская, Екатерина Кищук                    |
| 2016 | «Сломана»                |                                                             | Ирма Польских                 | Ольга Серябкина, Полина Фаворская, Екатерина Кищук                    |
| 2016 |                          | «My money»                                                  | Максим Фадеев                 | Ольга Серябкина, Полина Фаворская, Екатерина Кищук                    |
| 2017 |                          | «Между нами любовь»                                         | Максим Фадеев                 | Ольга Серябкина, Полина Фаворская, Екатерина Кищук                    |
| 2017 |                          | «В космосе»                                                 | Дилия Альшина, Стася Венкова  | Ольга Серябкина, Полина Фаворская, Екатерина Кищук                    |
| 2017 |                          | «Новый год»                                                 | Дмитрий Фадеев                | Ольга Серябкина, Полина Фаворская, Екатерина Кищук, Татьяна Моргунова |
| 2018 |                          | «Chico Loco»                                                | Максим Фадеев                 | Ольга Серябкина, Екатерина Кищук, Татьяна Моргунова                   |
| 2018 |                          | «Притяженья больше нет» (Максим Фадеев при участии Serebro) | Катерина Боловцова            | Ольга Серябкина, Екатерина Кищук, Татьяна Моргунова                   |
| 2018 |                          | «Пятница»                                                   | Артем Гряник                  | Ольга Серябкина, Екатерина Кищук, Татьяна Моргунова                   |
| 2019 |                          | «О, мама»                                                   | Максим Фадеев                 | Марианна Кочурова, Елизавета Корнилова, Ирина Титова                  |
| 2024 |                          | «Song #2»                                                   | Максим Фадеев                 | Дарья Кузнецова, Айгуль Валиулина, Диана Рак                          |
| 2025 |                          | «Надоело (105)»                                             | Максим Фадеев                 | Дарья Кузнецова, Айгуль Валиулина, Диана Рак                          |
| 2025 | «Надоело (105) [Предел]» |                                                             | Максим Фадеев                 | Дарья Кузнецова, Айгуль Валиулина, Диана Рак                          |